# Tenisový turnaj žen v Budapešti
Tenisový turnaj žen v Budapešti, oficiálně Hungarian Grand Prix, byl profesionální tenisový turnaj žen hraný v maďarské metropoli Budapešti. Od sezóny 2021, kdy se po osmi letech vrátil na antukové dvorce Tenisové akademie Római, patřil na okruhu WTA Tour do kategorie WTA 250. V roce 2025 byl nahrazen antukovým Iași Open v rumunských Jasech. Jednalo se o jedinou maďarskou událost v nejvyšší úrovni ženského tenisu.
V letech 2009–2013 a 2017–2019 se řadil do kategorie WTA International. Mezi roky 2017–2019 se konal na krytých dvorcích s tvrdým povrchem v aréně BOK Hall, součásti komplexu Sportovního a kongresového centra Syma (SYMA Rendezvény és Kongresszusi Központ).

## Pozadí turnaje
Do soutěže dvouhry nastupovalo třicet dva hráček a čtyřhry se účastnilo šestnáct párů. Turnaj vznikl v roce 1993 jako Budapest Ladies Open West Grand Prix, část WTA Tour v kategorii Tier III, a vyjma let 1994–1995, probíhal každoročně do roku 2013. Do sezóny 2017 se odehrával na otevřených antukových dvorcích budapešťské tenisové akademie Római, kam se vrátil v roce 2021.

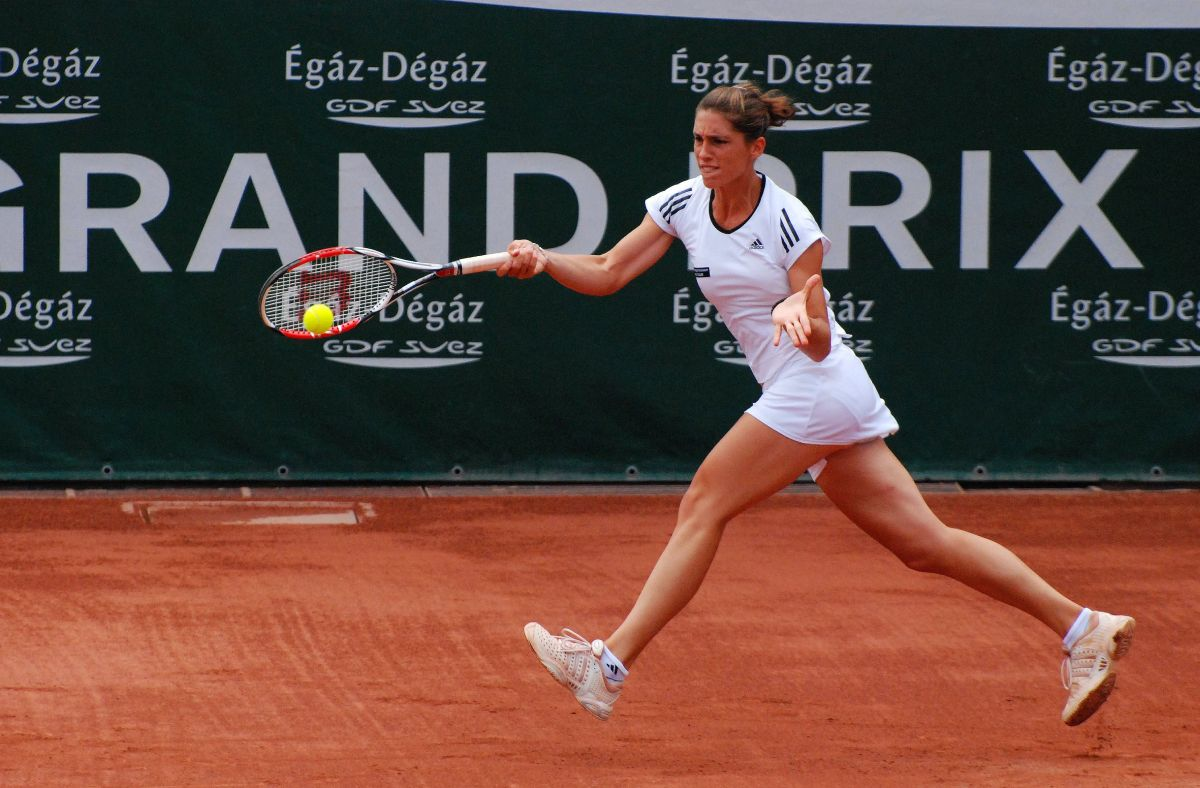
Andrea Petkovicová, 2009

Ročník 2013 poznamenaly masivní povodně ve Střední Evropě na přelomu května a června téhož roku s navazující rekonstrukcí tenisového areálu. Organizátoři se rozhodli událost v kalendáři sezóny ponechat. Kvalifikace byla zrušena. Čtyři nejvýše postavené kvalifikantky dvouhry automaticky postoupily do hlavní soutěže. Ve čtyřhře došlo k redukci počtu dvojic ze šestnácti na osm.
Od sezóny 2014 pořádání turnaje odkoupili rumunští organizátoři a v kalendáři WTA Tour jej nahradil bukurešťský BRD Bucharest Open, konaný v červenci. K obnovení došlo v roce 2016 pod názvem Europe Tennis Center Ladies Open, kdy antukový turnaj proběhl na nižším okruhu ITF s maximální možnou dotací 100 tisíc dolarů. Po čtyřech letech se pak v sezóně 2017 vrátil na okruh WTA do kategorie WTA International. Došlo i ke změně na únorový termín, když v kalendáři nahradil brazilský Rio Open, což znamenalo nové místo konání, halu BOK v kongresovém centru (mj. dějišti fedcupových utkání) s tvrdým povrchem dvorců. V roce 2020 nebyl turnaj zařazen do kalendáře okruhu. Další ročník Hungarian Grand Prix 2021 se odehrál v kategorii WTA 250 na antuce Tenisové akademie Római.

## Přehled vývoje názvu
- Budapest Ladies Open West Grand Prix: 1993
- Budapest Lotto Ladies Open: 1996–1997
- Lotto–Westel 900 Budapest Open: 1998
- Westel 900 Budapest Open: 1999–2000
- Colortex Budapest Grand Prix: 2001
- Budapest Grand Prix: 2002, 2006, 2012
- Tippmix Budapest Grand Prix: 2003–2005
- Gaz de France Budapest Grand Prix: 2007
- Gaz de France Grand Prix: 2008
- GDF Suez Grand Prix: 2009–2010
- POLI-FARBE Budapest Grand Prix: 2011
- Budapest Grand Prix: 2012–2013
- Europe Tennis Center Ladies Open: 2016
- Hungarian Ladies Open: 2017–2019
- Hungarian Grand Prix: 2021–2024

## Přehled finále

### Dvouhra
| Rok  | vítězka                    | finalistka                   | výsledek           | kategorie            |
| ---- | -------------------------- | ---------------------------- | ------------------ | -------------------- |
| 2024 | Diana Šnajderová           | Aljaksandra Sasnovičová      | 6–4, 6–4           | WTA 250              |
| 2023 | Marija Timofejevová        | Kateryna Baindlová           | 6–3, 3-6, 6-0      | WTA 250              |
| 2022 | Bernarda Peraová           | Aleksandra Krunićová         | 6–3, 6–3           | WTA 250              |
| 2021 | Julia Putincevová          | Anhelina Kalininová          | 6–4, 6–0           | WTA 250              |
| 2020 | turnaj se nekonal          | turnaj se nekonal            | turnaj se nekonal  |                      |
| 2019 | Alison Van Uytvancková (2) | Markéta Vondroušová          | 1–6, 7–5, 6–2      | WTA International    |
| 2018 | Alison Van Uytvancková     | Dominika Cibulková           | 6–3, 3–6, 7–5      | WTA International    |
| 2017 | Tímea Babosová             | Lucie Šafářová               | 6–7(4–7), 6–4, 6–3 | WTA International    |
| 2016 | Elica Kostovová            | Viktorija Tomovová           | 6–0, 7–6(7–3)      | ITF – 100 000 USD    |
| 2015 | turnaj se nekonal          | turnaj se nekonal            | turnaj se nekonal  |                      |
| 2014 | turnaj se nekonal          | turnaj se nekonal            | turnaj se nekonal  |                      |
| 2013 | Simona Halepová            | Yvonne Meusburgerová         | 6–3, 6–7(7–9), 6–1 | WTA International    |
| 2012 | Sara Erraniová             | Jelena Vesninová             | 7–5, 6–4           | WTA International    |
| 2011 | Roberta Vinciová           | Irina-Camelia Beguová        | 6–4, 1–6, 6–4      | WTA International    |
| 2010 | Ágnes Szávayová            | Patty Schnyderová            | 6–2, 6–4           | WTA International    |
| 2009 | Ágnes Szávayová            | Patty Schnyderová            | 2–6, 6–4, 6–2      | WTA International    |
| 2008 | Alizé Cornetová            | Andreja Klepačová            | 7–6(7–5), 6–3      | WTA Tier III, IV & V |
| 2007 | Gisela Dulková             | Sorana Cîrsteaová            | 6–7(2–7), 6–2, 6–2 | WTA Tier III, IV & V |
| 2006 | Anna Smašnovová            | Lourdes Domínguezová Linová  | 6–1, 6–3           | WTA Tier III, IV & V |
| 2005 | Anna Smašnovová            | Catalina Castañová           | 6–2, 6–2           | WTA Tier III, IV & V |
| 2004 | Jelena Jankovićová         | Martina Suchá                | 7–6(7–4), 6–3      | WTA Tier III, IV & V |
| 2003 | Magüi Sernaová             | Alicia Moliková              | 3–6, 7–5, 6–4      | WTA Tier III, IV & V |
| 2002 | Martina Müllerová          | Myriam Casanova              | 6–2, 3–6, 6–4      | WTA Tier III, IV & V |
| 2001 | Magdalena Malejevová       | Anne Kremerová               | 3–6, 6–2, 6–4      | WTA Tier III, IV & V |
| 2000 | Tathiana Garbinová         | Kristie Boogertová           | 6–2, 7–6(7–4)      | WTA Tier III, IV & V |
| 1999 | Sarah Pitkowská-Malcorová  | Cristina Torrensová Valerová | 6–2, 6–2           | WTA Tier III, IV & V |
| 1998 | Virginia Ruano Pascualová  | Silvia Farinová Eliová       | 6–4, 4–6, 6–3      | WTA Tier III, IV & V |
| 1997 | Amanda Coetzerová          | Sabine Appelmansová          | 6–1, 6–3           | WTA Tier III, IV & V |
| 1996 | Ruxandra Dragomirová       | Melanie Schnellová           | 7–6(8–6), 6–1      | WTA Tier III, IV & V |
| 1995 | turnaj se nekonal          | turnaj se nekonal            | turnaj se nekonal  | WTA Tier III, IV & V |
| 1994 | turnaj se nekonal          | turnaj se nekonal            | turnaj se nekonal  | WTA Tier III, IV & V |
| 1993 | Zina Garrisonová           | Sabine Appelmansová          | 7–5, 6–2           | WTA Tier III, IV & V |

### Čtyřhra
| Rok  | vítězky                                     | finalistky                                   | výsledek              | kategorie            |
| ---- | ------------------------------------------- | -------------------------------------------- | --------------------- | -------------------- |
| 2024 | Katarzyna Piterová Fanny Stollárová         | Anna Danilinová Irina Chromačovová           | 6–3, 3–6, [10–3]      | WTA 250              |
| 2023 | Katarzyna Piterová Fanny Stollárová         | Anna Sisková Jessie Aneyová                  | 6–2, 4-6, [10–4]      | WTA 250              |
| 2022 | Jekatěrine Gorgodzeová Oxana Kalašnikovová  | Katarzyna Piterová Kimberley Zimmermannová   | 1–6, 6–4, [10–6]      | WTA 250              |
| 2021 | Mihaela Buzărnescuová Fanny Stollárová      | Aliona Bolsovová Tamara Korpatschová         | 6–4, 6–4              | WTA 250              |
| 2020 | turnaj se nekonal                           | turnaj se nekonal                            | turnaj se nekonal     |                      |
| 2019 | Jekatěrina Alexandrovová Věra Zvonarevová   | Fanny Stollárová Heather Watsonová           | 6–4, 4–6, [10–7]      | WTA International    |
| 2018 | Georgina García Pérezová Fanny Stollárová   | Kirsten Flipkensová Johanna Larssonová       | 4–6, 6–4, [10–3]      | WTA International    |
| 2017 | Sie Šu-wej Oxana Kalašnikovová              | Arina Rodionovová Galina Voskobojevová       | 6–3, 4–6, [10–4]      | WTA International    |
| 2016 | Ema Burgić Bucková Georgina García Pérezová | Lenka Kunčíková Karolína Stuchlá             | 6–4, 2–6, [12–10]     | ITF – 100 000 USD    |
| 2015 | turnaj se nekonal                           | turnaj se nekonal                            | turnaj se nekonal     |                      |
| 2014 | turnaj se nekonal                           | turnaj se nekonal                            | turnaj se nekonal     |                      |
| 2013 | Andrea Hlaváčková Lucie Hradecká            | Nina Bratčikovová Anna Tatišviliová          | 6–4, 6–1              | WTA International    |
| 2012 | Janette Husárová Magdaléna Rybáriková       | Eva Birnerová Michaëlla Krajiceková          | 6–4, 6–2              | WTA International    |
| 2011 | Anabel Medina Garriguesová Alicja Rosolská  | Natalie Grandinová Vladimíra Uhlířová        | 6–2, 6–2              | WTA International    |
| 2010 | Timea Bacsinszká Tathiana Garbinová         | Sorana Cîrsteaová Anabel Medina Garriguesová | 6–3, 6–3              | WTA International    |
| 2009 | Alisa Klejbanovová Monica Niculescuová      | Aljona Bondarenková Kateryna Bondarenková    | 6–4, 7–6(7–5)         | WTA International    |
| 2008 | Alizé Cornetová Janette Husárová            | Vanessa Henkeová Ioana Raluca Olaruová       | 6–7(5–7), 6–1, [10–6] | WTA Tier III, IV & V |
| 2007 | Ágnes Szávayová Vladimíra Uhlířová          | Martina Müllerová Gabriela Navrátilová       | 7–5, 6–2              | WTA Tier III, IV & V |
| 2006 | Janette Husárová Michaëlla Krajiceková      | Lucie Hradecká Renata Voráčová               | 4–6, 6–4, 6–4         | WTA Tier III, IV & V |
| 2005 | Émilie Loitová Katarina Srebotniková        | Marta Marrerová Lourdes Domínguez Linová     | 6-1, 3-6, 6-2         | WTA Tier III, IV & V |
| 2004 | Petra Mandulová Barbara Schettová           | Virág Némethová Ágnes Szávayová              | 6–3, 6–2              | WTA Tier III, IV & V |
| 2003 | Petra Mandulová Jelena Tatarková            | Conchita Martínezová Tatiana Perebijnisová   | 6–3, 6–1              | WTA Tier III, IV & V |
| 2002 | Catherine Barclayová Émilie Loitová         | Jelena Bovinová Zsófia Gubacsiová            | 4–6, 6–3, 6–3         | WTA Tier III, IV & V |
| 2001 | Tathiana Garbinová Janette Husárová         | Zsófia Gubacsiová Dragana Zarićová           | 6–1, 6–3              | WTA Tier III, IV & V |
| 2000 | Lubomira Bačevová Cristina Torrens Valerová | Jelena Kostanićová Tošićová Sandra Nacuková  | 6–0, 6–2              | WTA Tier III, IV & V |
| 1999 | Jevgenija Kulikovská Sandra Nacuková        | Laura Montalvová Virginia Ruano Pascualová   | 6–3, 6–4              | WTA Tier III, IV & V |
| 1998 | Virginia Ruano Pascualová Paola Suárezová   | Catalina Cristea Laura Montalvová            | 4–6, 6–1, 6–1         | WTA Tier III, IV & V |
| 1997 | Amanda Coetzerová Alexandra Fusaiová        | Eva Martincová Elena Wagnerová               | 6–3, 6–1              | WTA Tier III, IV & V |
| 1996 | Katrina Adamsová Debbie Grahamová           | Radka Bobková Eva Melicharová                | 6–3, 7–6(7–3)         | WTA Tier III, IV & V |
| 1995 | turnaj se nekonal                           | turnaj se nekonal                            | turnaj se nekonal     | WTA Tier III, IV & V |
| 1994 | turnaj se nekonal                           | turnaj se nekonal                            | turnaj se nekonal     | WTA Tier III, IV & V |
| 1993 | Caroline Visová Inés Gorrochateguiová       | Sandra Cecchiniová Patricia Tarabiniová      | 6–1, 6–3              | WTA Tier III, IV & V |